# ロマン (自動車メーカー)
ロマン（ROMAN S.A.）は、バスとトラックの製造を行うルーマニア、ブラショフ県ブラショフに本拠を構える自動車メーカー。1921年に創業したロムロック（ROMLOC）機関車工場を基礎として第二次世界大戦後に設立された。1948年、工場は国有化され、名称はスタグル・ロス（Steagul Roșu 赤旗）へと改名され、後にブラショフ・トラック・カンパニー（Intreprinderea de Autocamioane Brașov）へと名称が変更し、1990年に現在の「ROMAN S.A.」へと変更が行われている。同社はDACブランドとして軍用車両部門を抱える。またロゴの「AB」は、ブラショフ・トラック（オートカミオネ・ブラショフ : Autocamioane Brașov）の意味となる。

## 歴史
1921年、 ロムロック = 機関車 & ワゴン・ファクトリー（ROMLOC – FABRICA DE LOCOMOTIVE ŞI VAGOANE）としてブラショフで創立し、機関車と貨車の製造を始める。1936年にロムロックはアストラと合併したことにより、「アストラ・ワークス」となっている。1938年、アストラは機関車製造と並行して武器や弾薬の製造を開始。1940年にはアストラ・ルーマニアン・ワゴン・モーター・武器・アンド・弾薬・工場（Astra Romanian Wagon, Motor, Armaments, and Munitions Factory）に改名。第二次世界大戦におけるルーマニア戦争の取り組みに貢献している。
第二次世界大戦後、ルーマニア社会主義共和国が樹立したことでアストラは国有化され、工場は共産主義の精神からスタグル・ロス（Steagul Roșu「赤旗」）と命名され、トラックの製造を開始している。
1954年に初となるトラック「SR-101」が製造ラインから出荷される。SR-101は、ソビエトの「ZIS-150」トラックのクローンであり、同じ仕様での出荷が行われている。

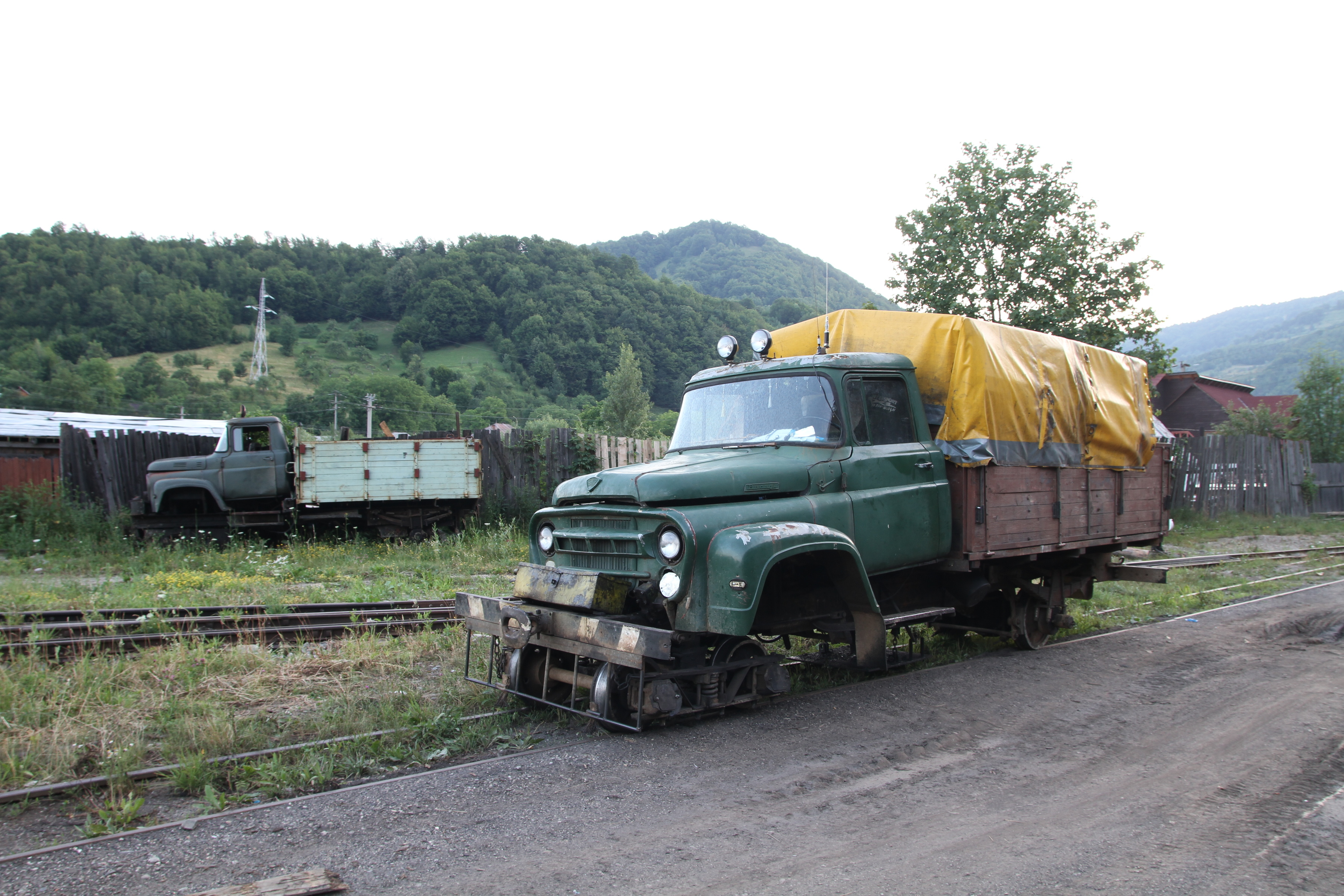
放棄されたブチェジ（Bucegi）軌陸トラック

SR-101が国際車両規格に準拠しなくなったため、1958年、同社は新型トラックの開発を決定。新型車は出力140馬力のフォード・V8ガソリンエンジンを搭載し、キャブレターはフランスのショーソン（Chausson）工場で設計が行われている。カルパティ（Carpati）と名付けられた3トン積みの「V8 SR-131」トラックは、1960年の夏から製造が始まり、1962年からは2.5トン積み4x4駆動方式の「SR-132」の製造も開始されている。1964年にはブチェジ（Bucegi）シリーズの製造を開始、「SR-113」は5トン積みとなり、「SR-114」は4トン積みの4x4駆動であった。なおこれらのトラックには当時西側のテクノロジー要素が全て投入された設計が行われた。その後、車種の範囲は拡大し、パーキンス、サヴィエム、メルセデス=ベンツ製のディーゼルエンジンが輸出向け車両に搭載されている。
1967年、カルパティおよびブチェジシリーズが旧式化したため、次の仕様を設定し公募が行われている。
- ディーゼルエンジンであること
- 12-18トンの積載量があること
- キャブオーバー（キャブ・フォワード）であること
- CEE-ONU規格に準拠していること

この提案にビュッシング（Büssing）メルセデス=ベンツ、MAN、サヴィエム、およびユニックが応じ公開入札が行われている。この結果、西ドイツのMANが契約を勝ち取り、135馬力の中型と215馬力の大型2種類の新型が製造されている。西ドイツの「MAN F7」のキャビンを流用し最大積載量は最大で36トンにまで達した車両であった。またこれが切っ掛けとなり、ロカー社で製造されたブカレストで使用される各種バス製造へと繋がっている。
1971年からルーマニア政府はMANと協力し、ROMLOCとMANの双方から名前を取った「ROMAN」ブランドでの製造を開始。このほかにもロマン社はディーゼル・オート・カミオン（DAC）ブランドでのトラック製造も開始。このDACトラックは、ロマンのトラックと同じ製造プラットフォームを共有しているが、MANとルーマニア政府間で行われた合弁事業の一部では無く、国外サプライヤーに影響されることを防ぐ目的で設立された軍用車両部門であった。製造された軍用トラックは主に中国とユーゴスラビアに対し出荷が行われた。1990年以降、DACでは軍用車両部門としてトラックの製造を行っている。
1976年、ルーマニア国立熱機関研究所（Romanian's National Institute for Thermal Engines, INMT）は、オーストリアの自動車エンジニアリング企業AVLと協力し、新しいV8 360 hp（268 kW）エンジンの開発を行っている。
1987年11月15日、工場労働者は共産主義の緊縮政策に反発し、大統領の退陣を要求し蜂起。最終的に鎮圧されたものの、反共産主義の組織化に重要な役割を果たしており、1989年のルーマニア革命でその不満が一気に噴出している。
1989年以降、ブラショフ工場ではキャビンの更新を行い、キャタピラー製ディーゼルエンジンの使用を開始。1999年のチュニジア・ラリーでは2位と3位に入賞している。
2000年までロマンは750,000台のトラックを製造しており、その内130,000台が30ヶ国へ輸出が行われた。
2002年以降、大型トラック製品群には、ミレニアムと呼ばれる新形状のキャビンを採用。2005年12月の時点で、ロマンはイラク軍向けの軍用トラックの製造を行っている。2005年には通勤型と都市間型の新しいバスを発表。それらのバスはルーマニアのエンジニアでありエル・カーの創業者であるドリアン・イジェスク（Dorian Igescu）デザインによる。ブラショフ市のフットボールクラブ、FCブラショヴではロマン社製の17.360コーチの使用を行っている。
2014年5月、同社はPrescon BraşovからPro Roman Associationによって買収される。2014年8月、ロマン経営破綻。2016年に製造を再開しており、2017年の初め、100両の車両を製造し台湾に輸出する契約が1,200万ユーロで締結される。

## 画像

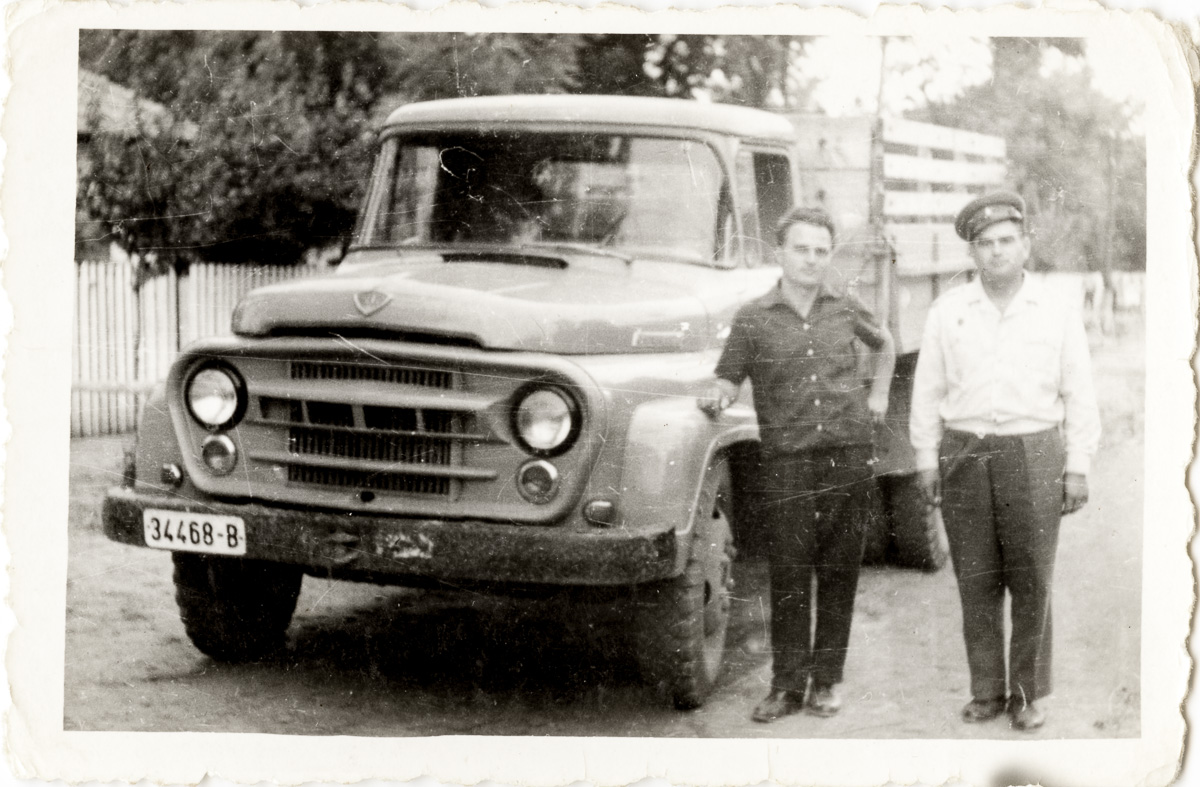
SR-131 カルパティ（Carpati）
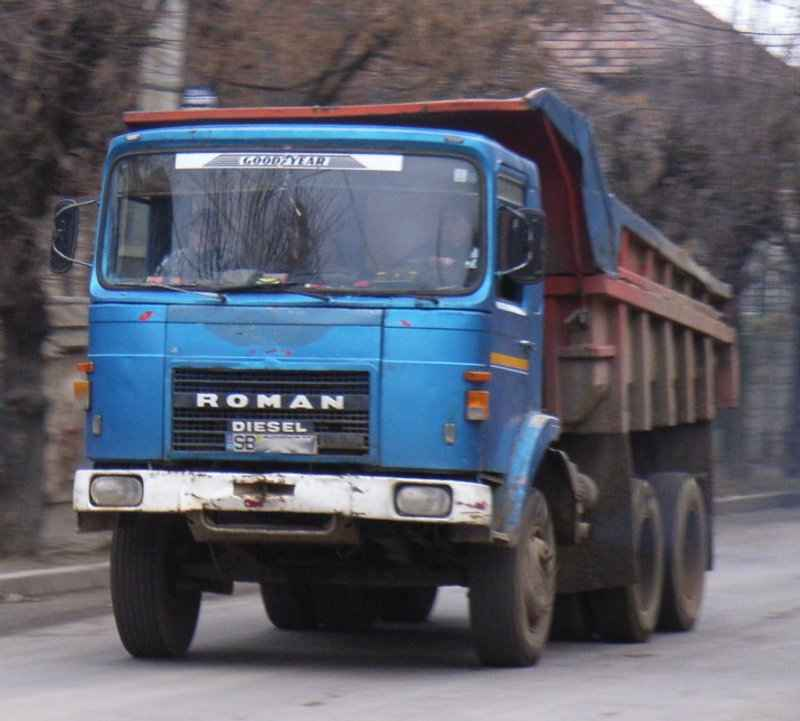
ROMAN ダンプカー
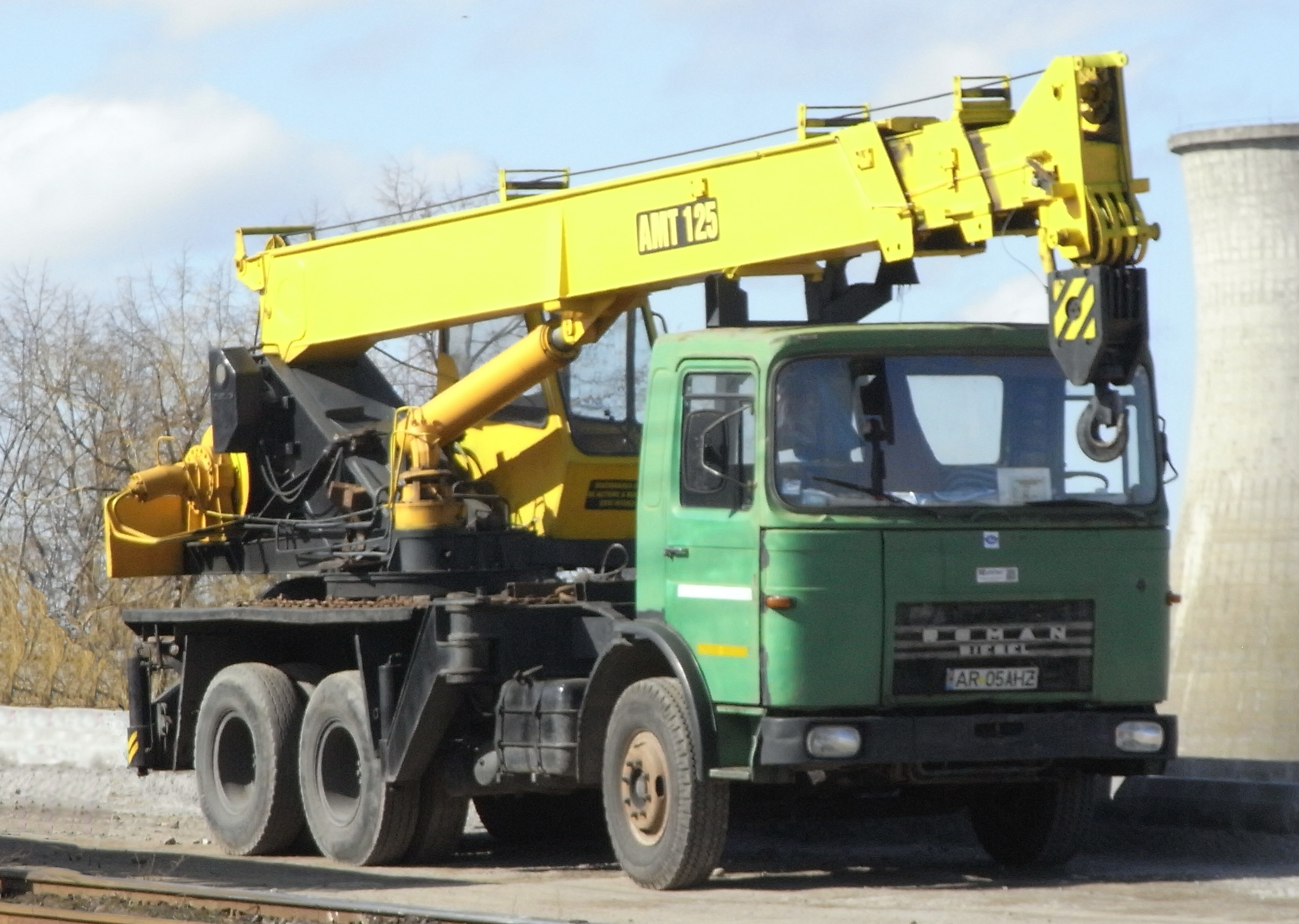
ROMAN クレーン車
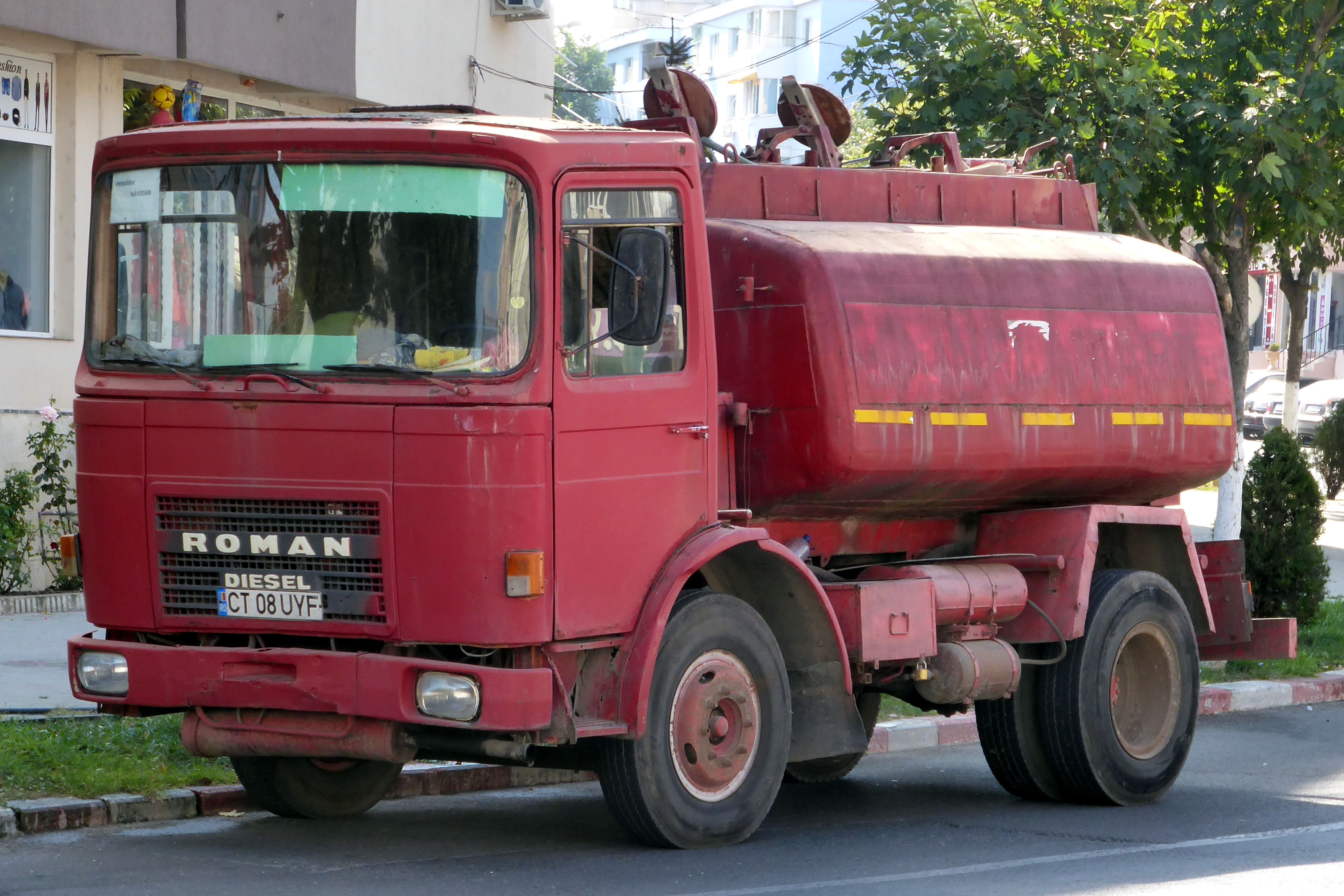
ROMAN ローリー
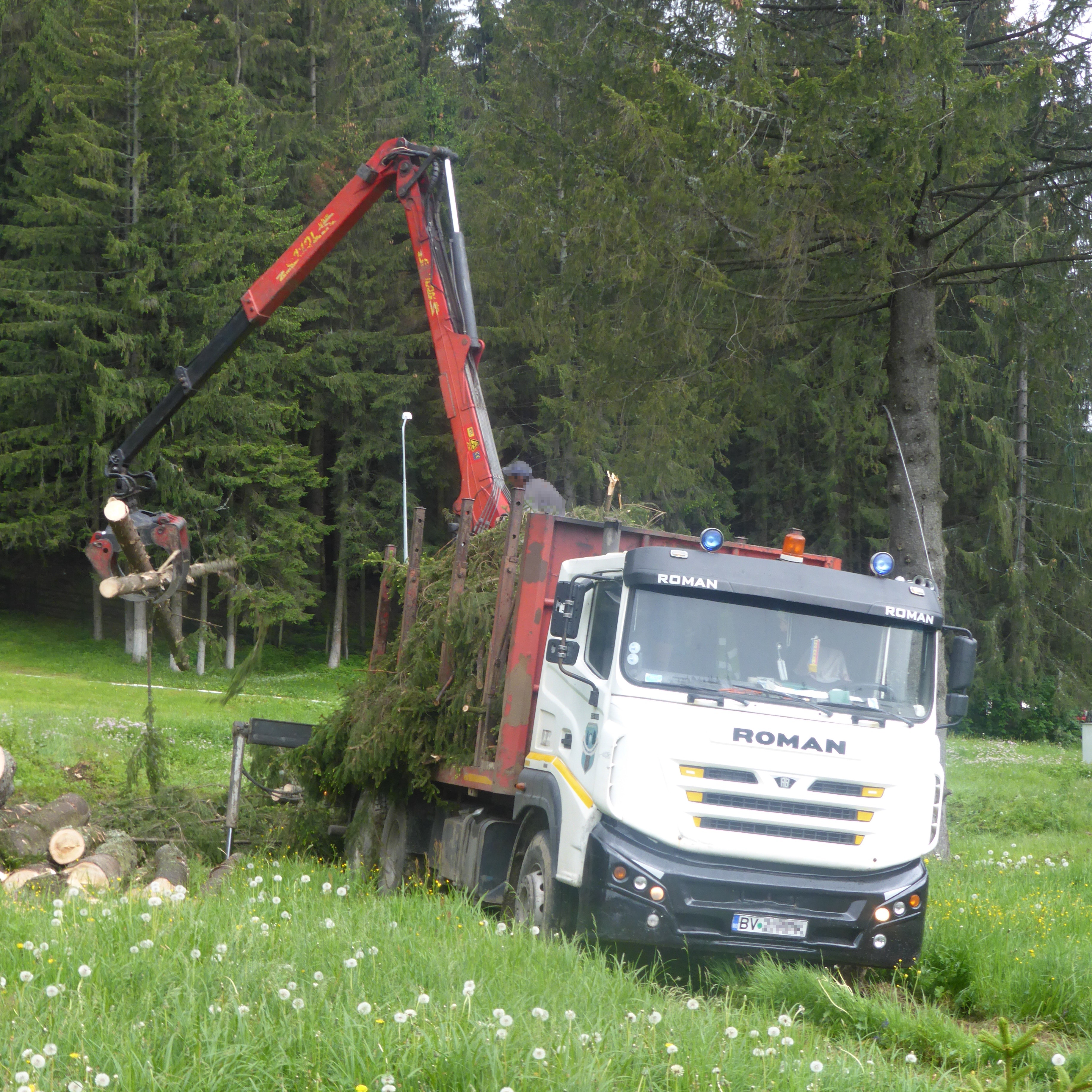
ROMAN クレーン付きトラック
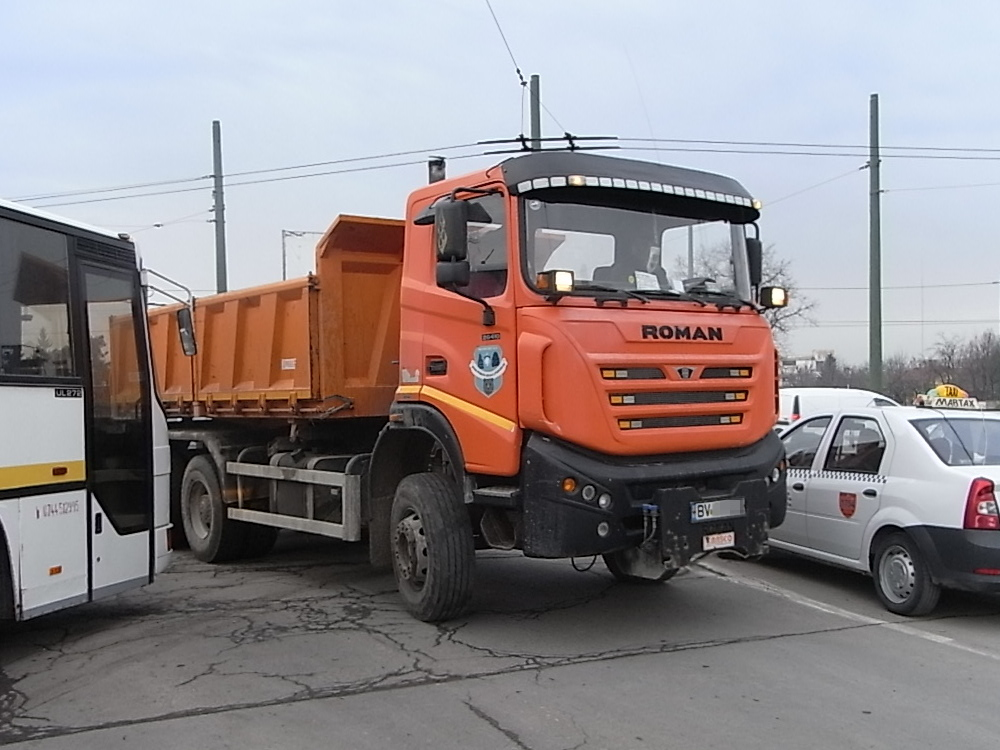
2013年式ロマン大型トラック